# مسجد الفلاح (سنغافورة)
مسجد الفلاح أحد أكبر مساجد مدينة سنغافورة، يقع في شارع البستان (بالإنجليزية: Orchard Road)‏ ويحيط به الكثير من التجمعات التجارية والفندقية.

## وصلات خارجية
- الموقع الرسمي لمسجد الفلاح.
- مسجد الفلاح.